# Jean Cocteau (Modigliani)
Pour les articles homonymes, voir Jean Cocteau.
Jean Cocteau est un tableau réalisé par le peintre italien Amedeo Modigliani en 1916. De format vertical, cette huile sur toile est le portrait à mi-corps de Jean Cocteau assis en costume bleu dans un fauteuil rouge.
L'œuvre passe entre les mains de Moïse Kisling, Paul Guillaume, Domenica Walter, Billy Rose et Buddy DeSylva, notamment. Acquise par Henry Pearlman en 1951, elle relève de la Henry and Rose Pearlman Foundation après 1974. À compter de 1976, elle se trouve en dépôt au musée d'Art de l'université de Princeton, à Princeton, dans le New Jersey, aux États-Unis. En 2025, la fondation annonce vouloir l'offrir au Brooklyn Museum, à New York, dans l'État de New York.